# 音嶋莉沙
音嶋 莉沙（おとしま りさ、1998年8月11日 - ）は、日本のアイドル、ファッションモデルであり、女性声優アイドルグループ・=LOVEのメンバーである。福岡県出身。代々木アニメーション学院所属。愛称はりさちゃん。品のある仕草から姫と呼ばれることもある。

## 略歴
2015年
- 7月12日、iDOL Street ストリート生（第8期生）としてお披露目される[2]。
- 8月1日、2日TOKYO IDOL FESTIVALでFUKUOKAはかたみにょんsweet★として初ステージデビュー[3]。

2016年
- 3月21日、「iDOL Street Student 2015年度全校集会」にてiDOL Street ストリート生（w-Street FUKUOKA）としての活動を終了[4]
- 7月12日、『HKT48夏のホールツアー2016～HKTがAKB48グループを離脱?国民投票コンサート～』福岡公演において、HKT48の4期生としてお披露目される[5]。
- 7月21日、HKT48オフィシャルサイトにおいて、応募資格の「『4月1日時点でプロダクションに所属していない』という事項に反し、他のプロダクションに所属していることが判明」したため、過去に遡及したうえでオーディション合格が取り消された[6]。一度お披露目されたメンバーの合格が取り消しとなったのは、48グループにおいて初のケースとなる。

2017年
- 4月19日、指原莉乃がプロデューサーとして、「代々木アニメーション学院Presents指原莉乃プロデュース声優アイドルオーディション」の二次審査を通過し、SHOWROOMオーディションに進出した[7]。
- 4月29日、「代々木アニメーション学院 Presents 指原莉乃プロデュース声優アイドルオーディション」の最終審査が行われ、13名が合格（後に1名辞退）。同時に、グループ名が「=LOVE(イコールラブ)」になることが発表された[8]。
- 6月14日、「=LOVE」SHOWROOM個人配信開催に伴い、正式メンバーになったことが明らかとなる[9]。
- 8月5日、「TOKYO IDOL FESTIVAL2017」で初ライブを行った[10]。

2020年
- 1月11日、「=LOVE×シナモロールコラボ限定カフェスタンド」にて1日副店長をつとめた[11]。

2021年
- 3月10日、野口衣織と共に「koe」のwebモデルに起用[12]。
- 4月21日、=LOVE 1stアルバム『全部、内緒。』に収録される、音嶋莉沙が初センターを務める「cinema」のMVが公開される。
- 5月15日、=LOVE全国ツアー「全部、内緒。」福岡公演にてHKT48宮脇咲良のソロ曲「彼女」を披露。
- 12月16日、=LOVE 10thシングル『The 5th』収録曲で自身2曲目のセンター曲となる「お姫様にしてよ!」のMVが公開された[13]。

2022年
- 9月29日、ゴルフ女子応援メディア「utteco golf（ウッテコゴルフ）」のアンバサダーに就任[14][15]。

2023年
- 9月11日、「S Cawaii!」のレギュラーモデルに決定[16]。

## 人物
- 幼稚園年長からアイドルになる夢を持ち、小学5年生からアイドルのオーディションを受けていた。AKB48を知りアイドルになりたい気持ちが強くなった。応募資格が18歳までのアイドルのオーディションに落ちた後、=LOVEを最後と決めてオーディションを受けた[17]。=LOVEのオーディションに受かるまでに、40回ぐらいオーディションを受けたと本人は語っている[18]。
- AKB48は小学5年生ごろに同級生から勧めらた『RIVER』を聴いて関心を持ち、好きになった。特に好きな楽曲は、2010年3月27日の「MUSIC JAPAN『春うた2010』」にて、秋元康が高校を卒業するメンバーのために歌詞を一部書き換えたバージョンの『桜の花びらたち』。AKBの中では最初は大島優子が好きで、のちに渡辺麻友を推している[19]。
- HKT48の同期とは、オーディション合格前の合宿で長期間一緒にいたことから仲が良い[20]。
- 夢見がちで[21]強めのお姫様願望を持っていることを公言している[17]。周囲から変人と呼ばれることも多く[22]、実際に接した佐々木彩夏からは不思議ちゃんと呼ばれている。造語にハマっていた時期があった[23][24]。
- ファンから「姫」と呼ばれているが、ダンスの先生に呼ばれたのがきっかけ。『キミは=LOVEを愛せるか!!!』でも姫キャラとして扱われたほか、『cinema』や『お姫様にしてよ！』などの歌詞や『The 5th』のMVの演出にも影響を及ぼしている[17]。インタビューで品の良さを指摘されているが、本人は実家の経済状況や両親のしつけの影響ではなく、中高一貫校の女子校に通っていたことが影響を与えたのではないかと語っている[22]。

## 出演

### テレビ番組
- リサとサリーとuttecoちゃん（2023年1月1日 - 、スカイA）[25]

### 舞台
- あにてれ×=LOVE ステージプロジェクト
  - けものフレンズ（2018年2月15日 - 18日、AiiA Theater Tokyo） - ニホンカワウソ 役[26]
  - ガールフレンド（仮）（2018年7月16日 - 22日、品川プリンスホテル クラブeX） - 天都かなた 役[27]

### ゲーム
- ステーションメモリーズ!（2017年） - 作草部チコ 役〈初代〉[28]

### ネット配信
過去のレギュラー番組
- =LOVE 音嶋莉沙の好きやけん♡聞いてくれん？（2019年11月6日 - 27日、JFN PARK） - 全5回、毎週水曜配信
- =LOVE 音嶋莉沙 の作り方！（2020年2月12日 - 4月29日、JFN PARK） - 毎週水曜配信

### 連載コラム
- ＝LOVE 音嶋莉沙 ゴルフはじめました!（2020年4月13日 - 2021年10月28日、Pop'n'Roll）[29]

## モデル活動

### 雑誌
- S Cawaii!（2023年9月15日 - 、イマジカインフォス） - 2023年11月号よりレギュラーモデル[16]。

### アパレルブランド
- Ank Rouge
  - 2019 SS Neo Casual Collection Vol.5 -Fancy&Vintage-（2019年5月9日） - 齊藤なぎさと共に起用された。
  - Girly spring collection vol.4（2020年4月17日）
  - Girly spring collection vol.5（2020年5月15日）
- koe - webモデル。野口衣織と共に起用された。
  - spring collection（2021年3月10日）[30]
  - early summer collection（2021年4月28日）
  - Autumn collection vol.3（2021年9月24日）
  - winter collection vol.4（2021年12月23日）
- atmos pink×adidas×JENNY KAORIコラボレーション（2022年2月22日） - 大谷映美里、髙松瞳と共に。

### コラボ商品
- Mirana *Handmade*
  - 2021年7月3日 - アクセサリー3点[31]
  - 2022年11月4日 - アクセサリー3点[32]
- koe 
  - Autumn collection vol.3（2021年9月24日）- アパレル3型
  - winter collection vol.4（2021年12月23日）- ミニショルダーバッグ

## 書籍

### 雑誌
- HaaaaaN Procyon（2019年1月23日号、HUSTLE PRESS）
- =PRESS（HUSTLE PRESS）
  - 2019 AUGUST（2019年8月号）
  - 2020 SEPTEMBER（2020年9月号）
- S Cawaii!（イマジカインフォス）
  - IDOL BEAUTY（2021年5月31日）- 大場花菜、諸橋沙夏と共に。
  - 2022年5月号（2022年3月17日）- 大谷映美里、諸橋沙夏と共に。
  - 2023年2月号（2022年12月16日）- 齋藤樹愛羅、髙松瞳、諸橋沙夏と共に。
  - 特別編集 IDOL BEAUTY&FASHION 2023（2023年1月27日）
  - 特別編集『推しFes.2023 天才的なアイドルSummer』（2023年8月31日）- 大谷映美里、大場花菜と共に。
- 声優パラダイス R vol.42（2021年5月31日、秋田書店）- 大場花菜、齋藤樹愛羅、佐々木舞香、野口衣織と共に。
- BIG ONE GIRLS（近代映画社）
  - 2021年9月号（2021年7月30日）- 髙松瞳、野口衣織と共に。
  - 2022年1月号（2021年11月30日）- 佐々木舞香、髙松瞳と共に。
- CanCam 2021年12月号（2021年10月22日、小学館） - 齊藤なぎさ、髙松瞳、野口衣織と共に。
- BOMB 2022年1月号（2021年12月9日、ワン・パブリッシング）- 大谷映美里、齋藤樹愛羅、佐々木舞香、髙松瞳と共に。
- BRODY 2022年2月号（2021年12月23日、白夜書房）